# モビー・ディック計画
モビー・ディック計画（モビー・ディックけいかく）は、冷戦におけるアメリカ軍による偵察活動であり、それはソビエト連邦上空に大きな気球でカメラを運ぶというものであった。複数のスパイ気球は焦点であるソビエトの地点を撮影し、有人の航空機（フェアチャイルド C-119 フライングボックスカー）がそれらを回収に来るまで空中にあり続けた。
1952年2月にソビエトがアメリカのスパイ・カメラの断片と確信できるものを発見した際には、この計画がアメリカ軍とソビエト軍の間に論争を引き起した。同時代の偵察気球計画には他にもスカイフック計画、モーグル計画、グランドサン計画、およびゲネトリクス計画がある。

## 追加情報
- ゲネトリクス作戦（Operation Genetrix）

## 参照
- フェアチャイルド C-119 フライングボックスカー（Fairchild C-119 "Boxcar"）